# Marlene Mortler

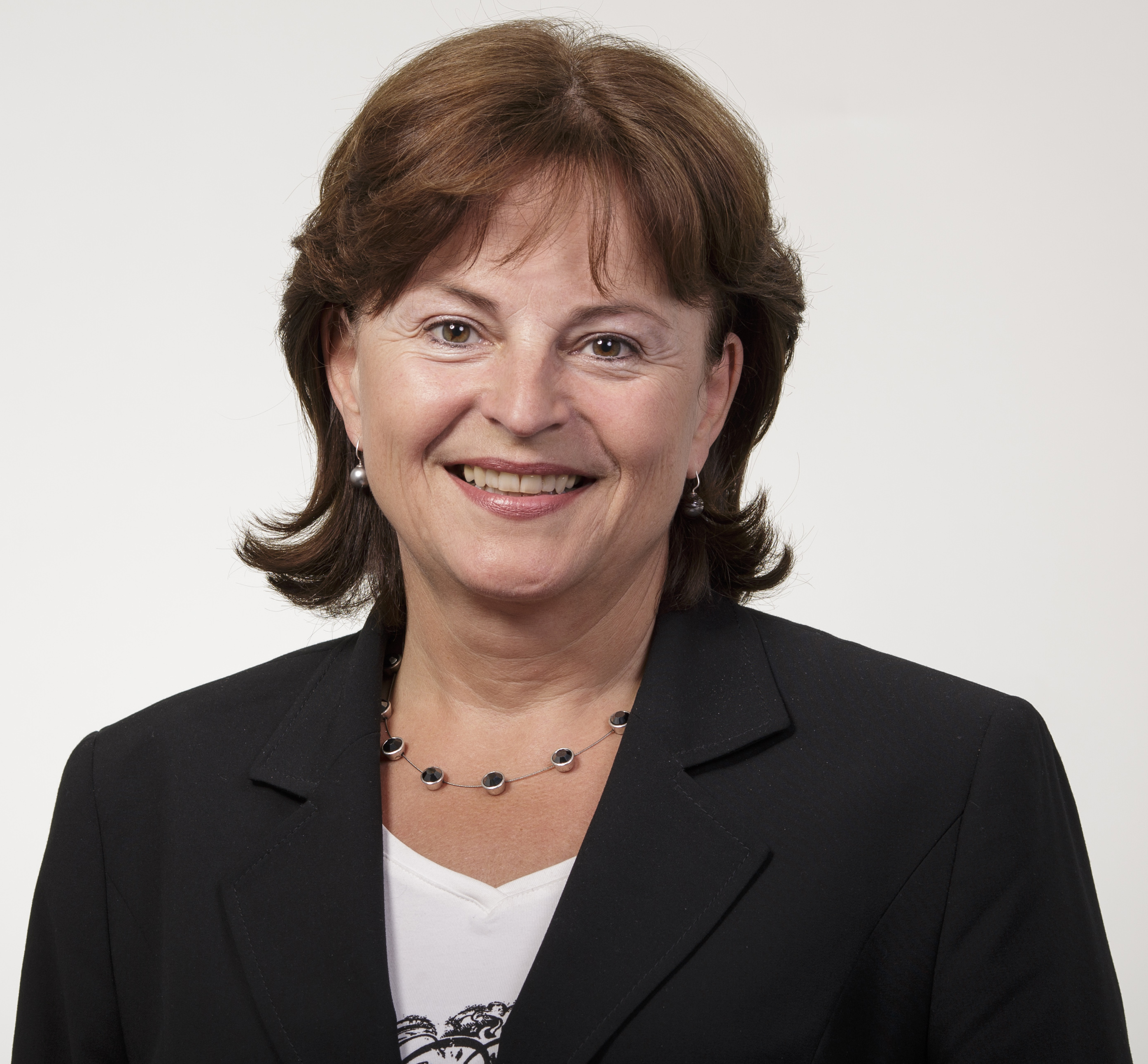
Marlene Mortler (2012)

Marlene Mortler (geborene Hengelein; * 16. Oktober 1955 in Lauf an der Pegnitz) ist eine deutsche Politikerin (CSU). Von 2019 bis 2024 war sie Mitglied des Europäischen Parlaments. Sie war von Januar 2014 bis Juli 2019 die Drogenbeauftragte der Bundesregierung. Von 2002 bis 2019 war sie Mitglied des Deutschen Bundestages, dort war sie agrarpolitische Sprecherin der CSU im Bundestag und ordentliches Mitglied des Ausschusses für Ernährung und Landwirtschaft.

## Leben und Beruf
Marlene Mortler ist Tochter des fränkischen Hopfen-Bauers und Dorfbürgermeisters von Dehnberg sowie Dorfsprechers (nach der Eingemeindung Dehnbergs nach Lauf an der Pegnitz 1976) Konrad Hengelein und besuchte nach der mittleren Reife 1973 am Gymnasium Lauf die Landwirtschaftsschule in Roth. 1981 legte sie die Meisterprüfung in der ländlichen Hauswirtschaft ab. 1983 übernahm sie gemeinsam mit ihrem Ehemann Siegfried Mortler den elterlichen landwirtschaftlichen Betrieb in Lauf-Dehnberg. Der Hof wird inzwischen von einem ihrer Söhne bewirtschaftet. Seit November 2024 ist Mortler Vorsitzende des Bundesverbands Bioenergie.
Mortler ist evangelisch und war von 1975 bis zum Tod ihres Ehemannes Ende Juni 2017 verheiratet. Sie ist Mutter von drei Kindern, zwei Söhnen und einer Tochter.

## Partei
Nachdem sie 1989 in die CSU eingetreten war, wurde sie 1996 Mitglied der Frauen-Union. Seit Juni 2009 ist Mortler stellvertretende Vorsitzende des CSU-Bezirksverbands Mittelfranken, im Oktober 2011 wurde sie als Mitglied in den CSU-Parteivorstand gewählt und seit November 2011 ist sie als Nachfolgerin von Albert Deß Landesvorsitzende der AG ELF Arbeitsgemeinschaft Ernährung, Landwirtschaft und Forsten der CSU.

## Abgeordnete
Seit 1990 gehört Marlene Mortler dem Kreistag des Landkreises Nürnberger Land an. Von 1996 bis 2004 amtierte sie als erste stellvertretende Landrätin des Landkreises.
2002 übernahm Mortler den Bundestagswahlkreis Roth von Hansgeorg Hauser, der nicht mehr antrat, und holte das Direktmandat und wurde so Mitglied des Deutschen Bundestages, was sie 2005 und 2009 als Direktkandidatin wiederholte. Sie arbeitete vor allem in den Ausschüssen für Ernährung und Landwirtschaft sowie für Tourismus. Von 2004 bis 2005 war sie agrar- und verbraucherpolitische Sprecherin der CSU-Landesgruppe. Von 2005 bis 2009 war sie Vorsitzende des Bundestagsausschusses für Tourismus, von 2009 bis Januar 2014 tourismuspolitische Sprecherin der CDU/CSU-Fraktion. Seit Februar 2010 ist sie Mitglied der Deutsch-Maltesischen Parlamentariergruppe, seit Oktober 2011 Mitglied im CSU-Parteivorstand, seit November 2011 Landesvorsitzende der Arbeitsgemeinschaft Landwirtschaft der CSU.
Im Bundestag war sie seit 2017 ordentliches Mitglied im Bundestagsausschuss für Ernährung und Landwirtschaft, stellvertretendes Mitglied im Bundestagsausschuss für Tourismus und agrarpolitische Sprecherin der CSU-Landesgruppe.
Marlene Mortler zog stets als direkt gewählte Abgeordnete des Wahlkreises Roth in den Bundestag ein. Bei der Bundestagswahl 2017 erreichte sie hier 44,5 % der abgegebenen Erststimmen. Am 1. Juli 2019 legte sie ihr Mandat nieder, für sie rückte Astrid Freudenstein ins Parlament nach.
Seit Januar 2014 bis zu ihrer Wahl ins Europaparlament war sie Drogenbeauftragte der Bundesregierung.
Sie trat bei der Europawahl 2019 für die CSU an, zog über den Listenplatz 6 der CSU in das Europäische Parlament ein und gab daher ihr Amt als Drogenbeauftragte auf. Ihre Nachfolgerin im Deutschen Bundestag wurde Astrid Freudenstein (CDU/CSU). Bei der Europawahl 2024 kandidierte Mortler nicht erneut und schied somit im Juli 2024 aus dem Europaparlament aus.

## Mitgliedschaften
Mortler war im Bundestag Mitglied der Europa-Union Parlamentariergruppe Deutscher Bundestag. Mortler war von 1982 bis 2004 Vorsitzende der Landfrauen im Landkreis Nürnberger Land und gehörte von 1992 bis 2012 als Bezirksbäuerin des Bauernverbands Mittelfranken und zweite stellvertretende Landesbäuerin dem Präsidium des Bayerischen Bauernverbands (bis 1997) an. Von 1997 bis 2012 war sie erste stellvertretende Landesbäuerin.
Mortler ehrenamtliches Mitglied des Verwaltungsrates des Absatzfonds der Landwirtschaft; bis März 2013 war sie Mitglied des Medienrates der Bayerischen Landeszentrale für neue Medien und bis Ende 2012 Mitglied im landwirtschaftlichen Beirat der Bayerischen Versicherungskammer.

## Politische Positionen

### Kritik am Rauchen in Kino- und TV-Filmen
Mit öffentlicher Kritik am Rauchen in Filmen solidarisierte sich Marlene Mortler zum Jahresanfang 2018 als Drogenbeauftragte der Bundesregierung mit der Stiftung Deutsche Krebshilfe, die erstmals die staatliche und institutionelle Filmförderung nachdrücklich aufforderte, „Filme, in denen geraucht wird“, nicht mehr zu fördern. Filme mit Rauch-Szenen seien eine Werbung für die Zigarette. „Dabei sind Zigaretten weder cool noch lässig, sondern schlicht und einfach ungesund“, erklärte die CSU-Politikerin in einem bundesweit verbreiteten Interview.
Auch wenn sie Verständnis für die kreative Freiheit der Branche habe, töte das Rauchen jährlich mehr als 120.000 Menschen in Deutschland. „Ich will das Rauchen als Stilmittel im Fernsehen nicht verbieten, aber der Umgang damit muss ganz entschieden sensibler werden“, sagte Mortler. Die Wissenschaft zeige ganz klar: „Je häufiger Jugendliche in Film und Fernsehen sehen, dass geraucht wird, desto größer ist die Wahrscheinlichkeit, dass sie selbst zur Zigarette greifen.“ Sie fordere die Filmwirtschaft auf, sich des eigenen Einflusses auf die Gesundheit der Zuschauer bewusst zu werden.

### Umstrittene Cannabis-Politik
Anfang 2015 geriet Mortler unter Kritik aufgrund ihrer Cannabis-Politik, besonders lautstark von den sozialen Medien: Unter dem Twitter-Hashtag #Mortler und auf Facebook meldeten sich viele Organisationen und Betroffene zu Wort. Eine Petition für ihren Rücktritt erhielt innerhalb weniger Tage über 20.000 Stimmen. Unter den Kritikern befanden sich auch die Piratenpartei und Georg Wurth vom Deutschen Hanfverband. Vorgeworfen wurde ihr dabei vor allem Inkompetenz, als „Meisterin der Ländlichen Hauswirtschaft“ eine unzureichende Qualifizierung sowie Inkonsequenz aufgrund ihrer positiven Darstellung des Alkoholkonsums, wohingegen sie 2017 die Präventionskampagne der deutschen Brauer unterstützte: „Es gibt Lebenssituationen, die mit dem Konsum von Alkohol nicht vereinbar sind. Dazu zählt eindeutig die Zeit der Schwangerschaft und der Stillzeit.“
Kritik erfuhr daneben ihre Haltung gegenüber Vorschlägen zur Legalisierung von Cannabis. Ein häufig kritisierter Punkt sind dabei ihre Begründungen auf die Frage, wieso Alkohol legal und Cannabis illegal sei, etwa: „Alkohol gehört im Gegensatz zu Cannabis zu unserer Kultur“ und „Weil Cannabis eine illegale Droge ist. Punkt.“
Aufgrund zahlreicher Kritiken löschte Mortler ihren Facebook-Account. Die Rücktrittsforderungen blieben ohne Folgen. Innerhalb der Partei erhielt sie weitgehend Rückendeckung, einen freiwilligen Rücktritt lehnte sie ab.
Ab 2016 verschärfte sich wieder der Ton gegenüber Mortlers Beharrung auf der geltenden Cannabisgesetzgebung. Am 1. Juni 2017 wandte sich Cem Özdemir in einem offenen Brief an Mortler und beschied ihr, ihre Drogenpolitik sei „krachend gescheitert“. „Es fehlen jegliche Impulse für eine grundlegende Reform der Drogenpolitik in Deutschland. Ja, es fehlt sogar der Wille, ehrlich der Frage nachzugehen, ob die heutige Drogenpolitik überhaupt ihre Ziele erreicht“, schreibt Özdemir weiter und hält in seinem Brief fest, dass eine gesetzliche Regulierung von Cannabis und eine Freigabe an Volljährige sowohl die Problematik des Schwarzmarkts als auch des nicht funktionierenden Jugendschutzes hinfällig machen würden.
Im Mai 2019 wurde Mortler nach dem Eindruck des Tagesspiegels in einem millionenfach angeklickten Video des YouTubers Rezo als Beispiel für „krasse Inkompetenz“ in Sachen Drogenpolitik „vorgeführt“. Der Tagesspiegel zitierte dazu, dass sich Mortler in Bezug auf ihre Hanfpolitik selbst für die „wohl am häufigsten beleidigte Abgeordnete“ halte. Sie habe keine Lobbygruppe erlebt, die so „brutal“ wie die Hanf-Aktivisten agieren würde. Laut Berliner Morgenpost zeigten die von Rezo eingespielten Interviews des YouTubers Tilo Jung „bestenfalls schlechte Vorbereitung und schlimmstenfalls Inkompetenz der Drogenbeauftragten“ auf.

## Auszeichnungen
- 2003: Bundesverdienstkreuz am Bande
- 2010: Bayerischer Verdienstorden[5]
- 2017: Theodor-Hensen-Medaille des Bundesverbands Landwirtschaftlicher Fachbildung[35]
- 2020: Bayerische Verfassungsmedaille in Silber[36]
- 2024: Bayerischer Verfassungsorden in Gold[37]